# International Journal of Hyperthermia
International Journal of Hyperthermia is een internationaal, aan collegiale toetsing onderworpen wetenschappelijk tijdschrift op het gebied van de oncologie. De naam wordt in literatuurverwijzingen meestal afgekort tot Int. J. Hyperther. Het wordt uitgegeven door Informa Healthcare namens de European Society for Hyperthermic Oncology en verschijnt 8 keer per jaar. Het eerste nummer verscheen in 1979.